# Bothriogenys
Bothriogenys ist eine ausgestorbene Säugetiergattung aus dem Eozän und Oligozän von Afrika und Asien. Sie ernährte sich ausschließlich herbivor.

## Merkmale
Bothriogenys war kleiner als verwandte Arten wie Anthracotherium. Die Schnauze war stark verlängert, dadurch ergaben sich Diastemata zwischen den Zähnen der prämolaren Reihen. Von anderen Gattungen lässt sich Bothriogenys vor allem anhand der Zähne unterscheiden. Die Schneidezähne waren nicht vergrößert, wuchsen aber wie bei den heutigen Nilpferden das ganze Leben lang nach. Die Eckzähne blieben klein, es gab auch keinen wesentlichen Geschlechtsdimorphismus wie bei anderen Arten der Anthracotheriidae, bei denen die Eckzähne der Männchen zu Hauern heranwuchsen. Die oberen Backenzähne endeten in fünf Höckern.

## Lebensweise
Es wird angenommen, dass Bothriogenys semiaquatisch wie die heutigen Flusspferde lebte. Die Fossilien von Bothriogenys wurden stets in Ablagerungen in Flussbetten gefunden. An denselben Fundstellen wurde auch das Moeritherium, ein Rüsseltier aus dem Eozän bis zum Oligozän, gefunden. Diesem wird eine ähnliche Lebensweise als semiaquatisch lebender Pflanzenfresser zugeschrieben.
Untersuchungen der Verhältnisse zwischen den stabilen Sauerstoffisotopen O18 und O16 im Zahnschmelz liefern Hinweise, ob es sich um ein primär terrestrisch oder semiaquatisch lebendes Tier handelte. Das Verhältnis der stabilen Kohlenstoffisotope C13 und C12 ermöglicht es, die Zusammensetzung der pflanzlichen Nahrung zu rekonstruieren, da dieses Verhältnis bei C4-Pflanzen höher ist als bei C3-Pflanzen. Das niedrige O18/O16-Verhältnis im Zahnschmelz spricht nach vergleichenden Untersuchungen an fossilen und rezenten Tieren dafür, dass Bothriogenys vorwiegend wasserbewohnend war. Das niedrige C13/C12-Verhältnis deutet derweil darauf hin, dass Bothriogenys möglicherweise mehr Wasserpflanzen fraß als die meisten anderen pflanzenfressenden Säugetiere. Diese Erkenntnisse widersprechen vielen Thesen, die den frühen Vertretern der Familie Anthracotheriidae eine den heutigen Schweinen ähnliche Lebensweise zuschrieben. Anders als die heutigen Flusspferde, die den Hauptanteil ihrer Nahrung in der Nacht an Land konsumieren, könnte Bothriogenys den größten Teil seines Lebens im Wasser zugebracht und dort auch Nahrung gefunden haben.

## Forschungsgeschichte
Fossilien verschiedener Säugetiere wurden Anfang des 20. Jahrhunderts von Richard Markgraf in der Gebel-Qatrani-Formation im Fayyum im nördlichen Ägypten für die Naturaliensammlung in Stuttgart gesammelt. Das reiche Material enthielt auch Knochen dreier Primatenarten, verschiedener Nagetiere und Insektenfresser sowie von fossilen Fledermäusen. Es befanden sich auch Schädelknochen von drei verschieden großen Arten darunter, die den Anthracotheriidae der Gattung Ancodon zugeordnet worden waren. Zu den Schädelknochen passten auch zahlreiche vorhandene Fußknochen. Der Konservator der geologischen, paläontologischen und mineralogischen Abteilung der Naturaliensammlung, Eberhard Fraas, übergab diese Fossilien dem aus Aschersleben stammenden Paläontologen Martin Schmidt zur Beschreibung. Diese ägyptischen Anthracotheriidae stellte Schmidt 1913 aber nicht zu Ancodon, sondern zur Gattung Brachyodus, die 1895 von Depéret aufgestellt worden war. Schmidt errichtete für die neuen Arten Brachyodus fraasi und Brachyodus rugulosus eine eigene Untergattung, die er Bothriogenys nannte. Diese Untergattung wurde später zur Gattung erhoben und auch die dritte von Schmidt 1913 beschriebene Art, ursprünglich Brachyodus andrewsi genannt, wurde als Bothriogenys andrewsi in diese neue Gattung gestellt.

## Systematik
Bothriogenys war ein Paarhufer und steht in einer Klade (Ruminantiomorpha) mit den heutigen Wiederkäuern. Es sind derzeit fünf Arten bekannt, die vom späten Eozän bis zum späten Oligozän lebten. Die Typusart Bothriogenys fraasi starb im unteren Oligozän aus. Sie lebte wie die meisten anderen Arten im heutigen Ägypten bis Äthiopien und ist durch Funde aus dem Fayyum bekannt. Bothriogenys orientalis wurde in Thailand entdeckt, wahrscheinlich sind Funde aus Südchina ebenfalls der Gattung Bothriogenys zuzuordnen. Man nimmt an, dass die nordafrikanischen Arten von den asiatischen abstammen. Das setzt eine Landverbindung zwischen dem asiatischen und dem afrikanischen Kontinent mindestens im späten Eozän voraus. Später wurde diese Landbrücke unterbrochen und bildete sich im Miozän neu.
- Bothriogenys fraasi Schmidt, 1913
- Bothriogenys andrewsi Schmidt, 1913
- Bothriogenys rugulosus Schmidt, 1913
- Bothriogenys gorringei (Andrews & Bradnell, 1902)
- Bothriogenys orientalis Ducrocq, 1997 (Thailand)

Afromeryx africanus, früher Bothriogenys africanus (Andrews, 1899) genannt, wurde bereits im 19. Jahrhundert beschrieben und stammt ebenfalls aus Ägypten. Es wurde jedoch in Schichten des unteren Miozäns gefunden und ist damit jünger als alle anderen Arten von Bothriogenys. 1991 wurde Bothriogenys africanus von Pickford in die Gattung Afromeryx gestellt.
Qatraniodon parvus (Andrews, 1906), von dem bisher nur ein Teil des Unterkiefers aus dem Oligozän in Ägypten gefunden wurde, war lange Zeit als Bothriogenys parvus bekannt, wurde aber 1997 von Ducrocq wegen seiner schlankeren Backenzähne in eine eigene Gattung gestellt. Die Gattung ist nach dem Fundort am Dschebel Qatrani in Ägypten benannt.
Funde aus dem Lokichar-Becken südwestlich des Turkana-Becken in Ostafrika wurden anfänglich mit Bothriogenys in Verbindung gebracht. Die Forscher fanden zahlreiche Ober- und Unterkiefer, die in Größe und Form denen von Bothriogenys gorringei aus dem Fayyum ähneln. Es wurden die für Bothriogenys typischen fünfhöckrigen oberen Backenzähne gefunden. Die Backenzähne des Unterkiefers sind wesentlich massiver gebaut als jene der bisher bekannten Bothriogenys-Arten. Im Jahr 2015 wurden sie als zur Gattung Epirigenys gehörig beschrieben, die mit Bothriogenys nahe verwandt ist.